# Mærsk Mc-Kinney Møller Center for Zero Carbon Shipping

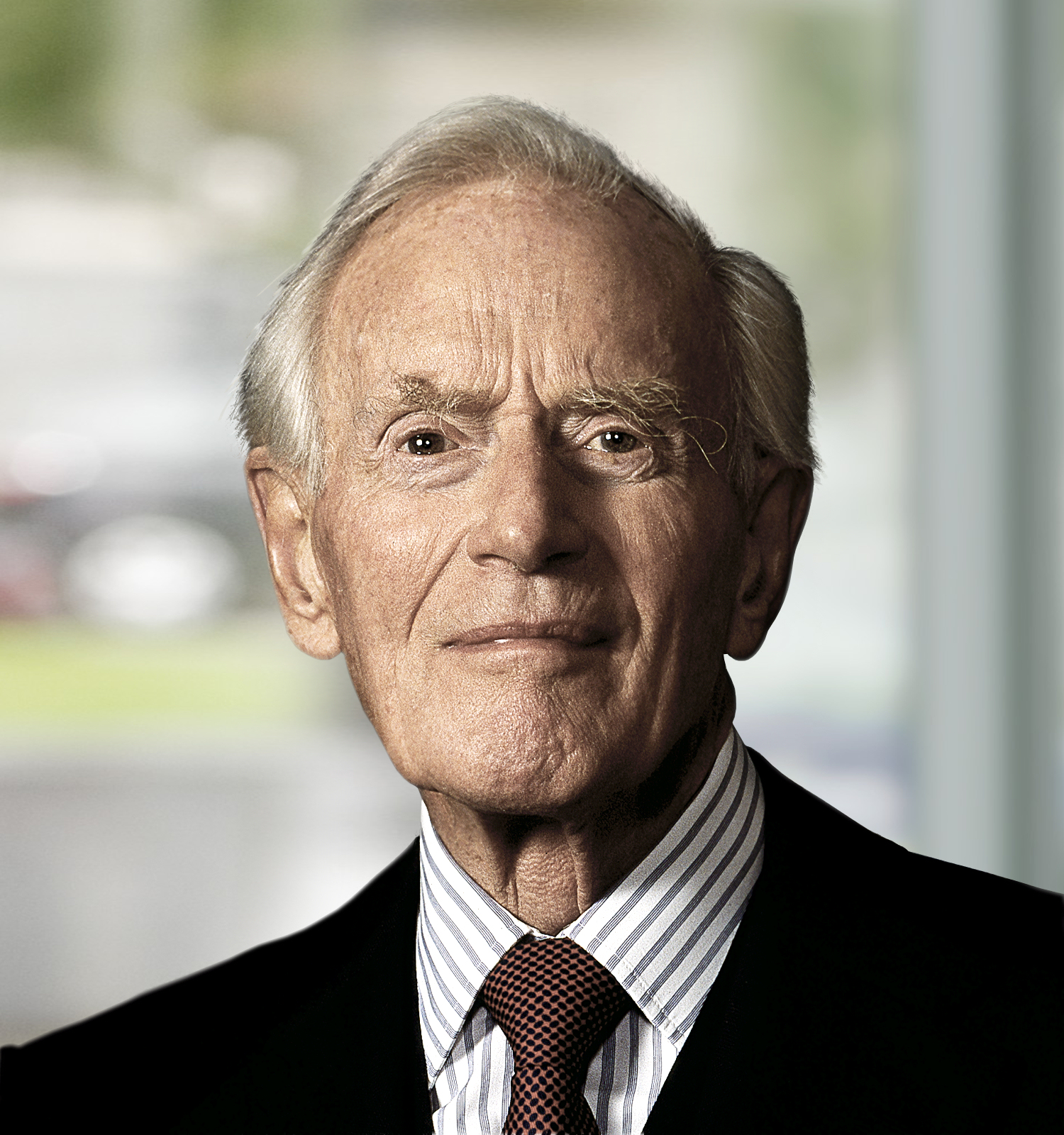
Arnold Mærsk Mc-Kinney Møller geb. am 13. Juli 1913 in Hellerup; † 16. April 2012 in Kopenhagen

Das Mærsk Mc-Kinney Møller Center for Zero Carbon Shipping ist eine Non-Profit-Organisation, die 2020 als kommerzielle Stiftung mit einem wohltätigen Zweck gegründet wurde.
Die Gründungspartner hinter dieser Initiative sind ABS, A.P. Møller - Mærsk, Cargill, MAN Energy Solutions, Mitsubishi Heavy Industries, NYK Line und Siemens Energy. Ziel der Stiftung ist es CO2 neutrale Schiffantriebssysteme auf Basis von Wasserstoff zu entwickeln. Stand 2022 hat der internationale Schiffsverkehr einen wesentlichen Anteil an der Erderwärmung. Ziel der Stiftung ist die Reduktion dieser Treibhausemissionen durch die Entwicklung von klimaneutralen Lösungen für den Schiffsverkehr. Geschäftsführer ist Bo Cerup-Simonsen.

## Ziel der Organisation
Das Zentrum ist eine Non-Profit-Organisation, die als kommerzielle Stiftung mit einem wohltätigen Zweck gegründet wurde. Als unabhängiges Forschungszentrum wird es über den gesamten Schifffahrtssektor hinweg mit der Industrie, Wissenschaft und Behörden zusammenarbeiten, um Übersichten über Dekarbonisierungspfade zu erstellen, die Entwicklung ausgewählter CO2-neutraler Kraftstoffe und Antriebstechnologien zu beschleunigen und die Etablierung regulatorischer, finanzieller und kommerzieller Mittel zu unterstützen, die den Wandel ermöglichen. Das Mærsk Mc-Kinney Møller Center for Zero Carbon Shipping bietet eine solide Plattform für das gesamte Ökosystem, um die Kräfte zu bündeln, neue Lösungen zu demonstrieren und die nächsten Schritte zu identifizieren, um dies zu realisieren. Das Zentrum, das seinen Sitz in Kopenhagen hat, wird durch eine Anschubspende der A.P. Møller Foundation in Höhe von 400 Mio. DKK ermöglicht.

„Mit dieser Spende möchte die A. P. Møller Stiftung die Bemühungen zur Lösung des Klimaproblems in der globalen Schifffahrt unterstützen. Mein Vater, Mærsk Mc-Kinney Møller, war mehr als 7 Jahrzehnte lang eine visionäre Führungspersönlichkeit in der globalen Schifffahrtsindustrie. Er war besorgt über die Auswirkungen der Schifffahrt auf die Umwelt. Bereits in den 1980er Jahren setzte er sich für die Verwendung von schwefelarmem Treibstoff ein, und in den 1990er Jahren leistete er Pionierarbeit bei der Entwicklung der ersten Doppelhüllen-Öltanker, um das Risiko von Ölverschmutzungen zu minimieren. Daher finde ich es ganz natürlich, dass der Name meines Vaters mit dem Zentrum verbunden sein wird.“

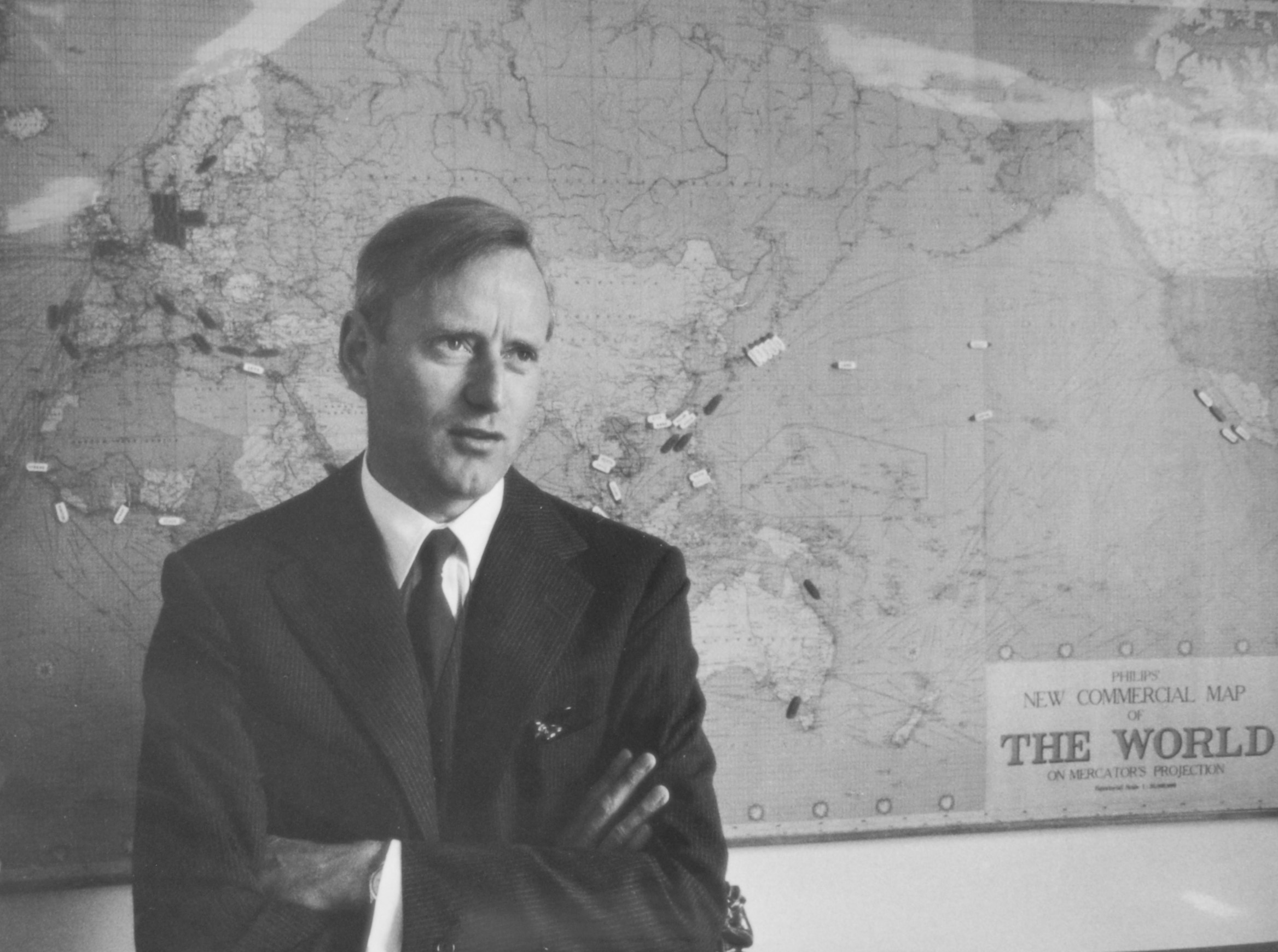
Porträtfoto von 1960. Mærsk Mc-Kinney Møller im Büro vor der Weltkarte mit der aktuellen Position der Schiffe

## Zusammensetzung der Organisation
Ein Vorstand wurde eingerichtet, um die strategische Ausrichtung des Zentrums zu definieren. Zum Vorstand gehören:
- Søren Skou, CEO bei A.P.Moller-Maersk (Vorsitzender) Vor seiner jetzigen Funktion war Herr Skou CEO von Maersk Line und ist seit 2007 Mitglied des Vorstands. Herr Skou ist seit 1983 bei Maersk.
- Connie Hedegaard (stellvertretende Vorsitzende), ehemalige dänische Umweltministerin und EU-Kommissarin für Klimapolitik; Frau Hedegaard hat eine Reihe von Vorstandspositionen inne, u. a. als Vorsitzende des Vorstands der EU-Kommission für die Anpassung an den Klimawandel, als Vorstandsvorsitzende des dänischen grünen Think Tanks CONCITO, als Vorsitzende des Runden Tisches für nachhaltige Entwicklung der OECD und als Mitglied des Nachhaltigkeitsrats von Volkswagen
- Claus V. Hemmingsen, Vorstandsmitglied der A.P. Møller Foundation und Vorsitzender des Vorstands von DFDS und The Drilling Company von 1972, Mitglied des Vorstands des Global Maritime Forum,
- Professor Asgeir J. Sørensen, Norwegian University of Science and Technology, leitender Wissenschaftler und Direktor des Centre for Autonomous Marine Operations and Systems (NTNU AMOS).
- Herr Sørensen ist Mitbegründer mehrerer Unternehmen und hat auch das Marine Cybernetics Laboratory (MC-Lab) und das Applied Underwater Robotics Laboratory (AUR-Lab) an der NTNU mit aufgebaut.
- Guy Platten, Generalsekretär der Internationalen Schifffahrtskammer (ICS), war zuvor unter anderem Geschäftsführer der britischen Schifffahrtskammer, Geschäftsführer der Caledonian Maritime Assets (CMAL) Ltd. und Direktor der Marine Operations für das Northern Lighthouse Board. Herr Platten ist ein Master Mariner.

Das Zentrum hat ein Management Board, das von Bo Cerup-Simonsen als CEO des Zentrums geleitet wird. Bo Cerup-Simonsen hat an der Technischen Universität Dänemark studiert und wurde in Maschinenbau und Schiffsarchitektur promoviert. Er verfügt über eine nachgewiesene Erfolgsbilanz in der Leitung von großen Industrieprojekten, maritimer Technologie, Forschung und Innovation.

## Gründungspartner, Mitglieder und Personal
Die Gründungspartner bringen ein gemeinsames Engagement für die Dekarbonisierung der Schifffahrt sowie Spezialwissen und Forschungskapazitäten mit
.
Darüber hinaus werden die Gründungspartner fachkundige Mitarbeiter und/oder Testplattformen zur Unterstützung des Betriebs zur Verfügung stellen
. Das Zentrum geht davon aus, dass in Zukunft weitere Partnerunternehmen hinzukommen werden, im Mai 2021 waren 106 Unternehmen Mitglieder.
In den ersten zwei bis drei Jahren wird das Zentrum rund 100 Mitarbeiter für das Büro in Kopenhagen einstellen und mit neuen Partnern auf der ganzen Welt zusammenarbeiten. Die Gründungspartnerfirmen haben ein Drittel des benötigten Personals zugesagt, die restlichen zwei Drittel werden eigenständig rekrutiert. Neben der Leitung und Verwaltung wird das Personal des Zentrums aus Fachexperten für Energie, Kraftstoffe und Schiffstechnik sowie für regulatorische Angelegenheiten, Finanzen und die globale Energiewende bestehen.

## Homepage
- https://zerocarbonshipping.com/